# Hiệp định Hà Mai
Hiệp định Hà-Mai (tiếng Trung: 梅津・何応欽協定, tiếng Nhật: うめづ・かおうきんきょうてい) là một thỏa thuận liên quan đến việc giải quyết sự kiện ở Hà Bắc. Vào ngày 9 tháng 6 năm 1935, Tư lệnh Quân đội Nhật Bản đồn trú tại Trung Quốc, Umezu Yoshijirō, đã gửi một dự thảo bản ghi nhớ ban đầu cho Hà Ứng Khâm, quyền Chủ tịch Ủy ban Quân sự Bắc Bình thuộc Chính phủ Quốc dân Trung Hoa Dân Quốc. Đến ngày 11 tháng 6, Umezu lại trình bày văn bản chính thức bản ghi nhớ (trong tiếng Nhật gọi là "giác thư"). Nội dung bản ghi nhớ này đã cấu thành hành vi xâm phạm chủ quyền Trung Quốc.
Ngày 6 tháng 7 năm 1935, Hà Ứng Khâm, dưới sự chỉ đạo từ Tưởng Giới Thạch, đã không hồi đáp trực tiếp mà chỉ gửi một thư trả lời thông thường thông qua một phái viên đến cho Umezu Yoshijirō, thể hiện việc chấp nhận toàn bộ các điều kiện trong bản ghi nhớ mà Umezu đưa ra từ ngày 9 đến ngày 11 tháng 6 liên quan đến vấn đề Hoa Bắc, đồng thời cam kết "tự chủ thực hiện đúng hạn". Do đó, giữa hai bên không có thủ tục ký kết chính thức. Phía Nhật Bản, vì lo ngại Trung Quốc có thể trả lời mập mờ và sau này từ chối thực hiện, đã gọi toàn bộ sự kiện này là Hiệp định Hà-Mai và công khai với dư luận. Trên thực tế, Chính phủ Quốc dân Trung Hoa đã hoàn toàn thực hiện tất cả các điều kiện trong "hiệp định" (bản ghi nhớ).

## Bối cảnh
Từ năm 1931, Nhật Bản đã liên tục gây ra nhiều sự cố và xâm phạm chủ quyền Trung Quốc. Hiệp định đình chiến Đường Cô, được ký kết năm 1933, đã thiết lập một khu phi quân sự giữa các vùng lãnh thổ do Nhật Bản chiếm đóng và miền Bắc Trung Quốc, nhưng xung đột vẫn tiếp diễn qua các đội quân ủy nhiệm ở Nội Mông. Tuy nhiên, với việc bổ nhiệm Hirota Kōki làm Ngoại trưởng Nhật Bản, chính phủ dân sự Nhật đã cố gắng cải thiện quan hệ Trung-Nhật. Ngày 22 tháng 1 năm 1935, Nhật Bản tuyên bố chính sách không gây hấn với Trung Quốc. Đáp lại, chính phủ Trung Quốc dưới sự lãnh đạo của Uông Tinh Vệ tuyên bố ngừng cuộc tẩy chay hàng hóa Nhật Bản, và hai nước đồng ý nâng cấp quan hệ lên cấp đại sứ.
Tuy nhiên, sự cải thiện quan hệ giữa Nhật Bản và Trung Quốc lại đi ngược với mục tiêu mở rộng lãnh thổ của Quân đội Quan Đông Nhật Bản.
Vào tháng 5 năm 1935, Quân đội Nhật Bản đồn trú tại Trung Quốc đã cáo buộc Chính phủ Quốc dân Trung Hoa ám sát Bạch Du Hoàn, chủ biên tờ báo thân Nhật "Mãn Châu Thần Báo", và Hồ Ân Phổ, chủ biên tờ "Quốc Quyền Báo" tại Thiên Tân. Đồng thời, Nhật Bản vu cáo Trung Quốc hỗ trợ lực lượng nghĩa quân Đông Bắc tiến vào khu phi quân sự theo quy định Hiệp định Đường Cô (thực tế, lúc này nghĩa quân Đông Bắc là lực lượng vũ trang độc lập). Nhật Bản nhân cơ hội này một lần nữa điều quân tiến xuống phía nam. Ngày 29 tháng 5 năm 1935, Tướng Takashi Sakai, Tham mưu trưởng Quân đội Nhật Bản tại Trung Quốc đã đưa ra lời phản đối chính thức với Tướng Hà Ứng Khâm, quyền Chủ tịch Ủy ban Quân sự Bắc Bình. Quân đội Nhật yêu cầu cách chức Chủ tịch tỉnh Hà Bắc, Tướng Vu Học Trung, và chấm dứt mọi hoạt động chính trị Quốc Dân Đảng ở Hà Bắc, bao gồm cả Thiên Tân và Bắc Bình (nay là Bắc Kinh).
Ngày 30 tháng 5, lực lượng thiết giáp Nhật diễu hành trước các cơ quan chính phủ Trung Quốc như một hành động biểu dương lực lượng. Ngày 4 tháng 6, Sakai lặp lại yêu cầu của mình và đe dọa sẽ hành động quyết liệt nếu các yêu cầu không được chấp nhận. Tuy nhiên, ngày 5 tháng 6, Nhật Bản đưa ra thêm các yêu cầu mới:
- Cách chức Thị trưởng Thiên Tân Trương Đình Ngạc và Cảnh sát trưởng Lý Xuân Tường, cùng việc miễn nhiệm Chỉ huy Trung đoàn Cảnh sát Quân sự số 3 Tưởng Hiếu Tiên và Giám đốc Cục Huấn luyện Chính trị Tăng Khoách Tình.
- Rút lực lượng quân sự Quốc Dân Đảng khỏi Hà Bắc.
- Giải tán tất cả các tổ chức chống Nhật trên khắp Trung Quốc, đặc biệt là Lam Y xã.
- Truy bắt và xử lý những kẻ ám sát các lãnh đạo cơ quan thông tấn thân Nhật, đồng thời bồi thường cho gia đình các nạn nhân.

Ngày 7 tháng 6, các đơn vị tiền tuyến Quân đội Quan Đông di chuyển đến gần Vạn Lý Trường Thành. Một tối hậu thư bằng lời được đưa ra vào ngày 9 tháng 6, yêu cầu thực hiện trước ngày 12 tháng 6.
Lúc đó, Trung Quốc chưa sẵn sàng chiến tranh với Nhật Bản vì quân đội Tưởng Giới Thạch vẫn đang bận rộn trong chiến dịch tiêu diệt Đảng Cộng sản Trung Quốc. Vì vậy, Tưởng Giới Thạch đã đồng ý tuân thủ các yêu cầu. Thỏa thuận được ký kết giữa Tướng Umezu Yoshijirō, Tổng tư lệnh Quân đội Quan Đông Nhật Bản, và Hà Ứng Khâm phía Trung Quốc.

## Nội dung
- Nội dung của bản ghi nhớ "Umezu gửi Hà Ứng Khâm" (ngày 9/6/1935)

| “ | 1, Các cam kết từ phía Trung Quốc đối với quân đội Nhật Bản: (1) Bãi miễn Vu Học Trung và Trương Đình Ngạc cùng phe nhóm của họ. (2) Bãi miễn Tưởng Hiếu Tiên, Đinh Xương, Tăng Khoách Tình, và Hà Nhất Phi. (3) Rút Lữ đoàn Hiến binh thứ ba. (4) Giải tán Cục huấn luyện chính trị thuộc Phân hội Bắc Bình của Ủy ban Quân sự và Tạp chí quân sự Bắc Bình. (5) Triệt phá các tổ chức bí mật như Lam Y Xã, Phục Hưng Xã mà Nhật Bản cho là gây tổn hại quan hệ Trung-Nhật và không cho phép tồn tại. (6) Rút toàn bộ các chi bộ Đảng tại tỉnh Hà Bắc, giải tán chi nhánh Bắc Bình của Lệ Chí Xã. (7) Rút Quân đoàn 51 ra khỏi tỉnh Hà Bắc. (8) Rút Sư đoàn 2 và Sư đoàn 25 ra khỏi tỉnh Hà Bắc, giải tán Ban huấn luyện học sinh thuộc Sư đoàn 25. (9) Cấm mọi hành vi bài ngoại và bài Nhật trong lãnh thổ Trung Quốc. 2, Các điều kiện phụ đi kèm: (1) Các nội dung đã thỏa thuận với phía Nhật phải được thực hiện đầy đủ trong thời hạn đã định. Các cá nhân và cơ quan gây tổn hại quan hệ Trung-Nhật không được phép quay trở lại. (2) Khi bổ nhiệm nhân sự cấp tỉnh và thành phố, cần cân nhắc mong muốn từ phía Nhật, tránh chọn người có thể gây tổn hại quan hệ Trung-Nhật. (3) Trong quá trình thực thi các thỏa thuận, phía Nhật có quyền giám sát và kiểm tra. Trên đây là để ghi nhớ, đặc biệt gửi kèm bằng văn bản. Kính gửi. Ngài Hà Ứng Khâm: Ngày 9 tháng 6 năm 1935 (năm Chiêu Hòa thứ 10) Umezu Yoshijirō, Tư lệnh Quân đội Nhật Bản đồn trú tại Hoa Bắc | ” |

- Nội dung thư hồi đáp của Hà Ứng Khâm (ngày 6/7/1935)

| “ | Kính gửi Tư lệnh Umezu Yoshijirō, Liên quan đến các điều khoản mà Tham mưu trưởng Sakai đã đề cập ngày 9 tháng 6, tất cả đã được chấp thuận và cam kết tự chủ thực hiện đầy đủ. Thông báo đến ngài như trên. Kính thư, Hà Ứng Khâm Ngày 6 tháng 7 năm 1935 (năm Trung Hoa Dân Quốc thứ 24). | ” |

## Kết quả
Thỏa thuận này đã trao cho Nhật Bản quyền kiểm soát thực tế đối với tỉnh Hà Bắc thông qua Chính phủ tự trị Chống cộng Đông Hà Bắc. Mặc dù thỏa thuận được thực hiện bí mật, nhưng các chi tiết của nó nhanh chóng bị rò rỉ ra báo chí, gây ra làn sóng phẫn nộ và tình cảm chống Nhật mạnh mẽ ở Trung Quốc.
Lệnh đình chiến này duy trì đến ngày 7 tháng 7 năm 1937, khi Chiến tranh Trung-Nhật lần thứ hai bùng nổ.

## Tranh cãi
Hiệp định đã khiến Trung Quốc mất phần lớn chủ quyền tại hai tỉnh Hà Bắc và Sát Cáp Nhĩ, đồng thời cấm nhân dân Trung Quốc tiến hành các hoạt động kháng Nhật.
Chính phủ Trung Hoa Dân Quốc tuyên bố rằng Hà Ứng Khâm không ký chính thức vào bất kỳ văn bản nào.
Theo tài liệu gốc do Chính phủ Thái Anh Văn (cơ quan Dương Minh Thư Ốc) công bố năm 2018, các chỉ thị và văn kiện Chính phủ Quốc dân Trung Hoa thời điểm đó cho thấy Tưởng Giới Thạch đã ra lệnh cho Hà Ứng Khâm chấp nhận các điều khoản của Umezu. Tưởng còn chỉ đạo rằng việc rút quân cần được giải thích là để "tiêu diệt thổ phỉ" nhằm tránh dư luận, đồng thời sử dụng danh nghĩa "điều chuyển phòng ngự" để thi hành. Tưởng yêu cầu rằng “không được trả lời bản ghi nhớ của Nhật bằng văn bản”, đồng thời cho rằng việc thỏa hiệp đã đáp ứng đầy đủ yêu cầu từ phía Nhật mà không cần hình thức hiệp định chính thức.
Hà Ứng Khâm đã trả lời Umezu bằng một bức thư thông thường, chấp nhận toàn bộ điều kiện. Sau đó, ông cũng báo cáo với Tưởng rằng các điều khoản được thi hành theo kế hoạch. Mặc dù tránh ký kết chính thức để giảm trách nhiệm, trên thực tế, phía Trung Quốc đã hoàn toàn thực hiện các nội dung trong thỏa thuận, nhằm tránh sự phản ứng mạnh mẽ từ phía Nhật Bản.